# Япония на зимних Олимпийских играх 1964
Япония принимала участие в Зимних Олимпийских играх 1964 года в Инсбруке (Австрия) в седьмой раз за свою историю, но не завоевала ни одной медали. Сборную страны представляло 47 спортсменов, в том числе 6 женщин. Самым возрастным спортсменом в сборной являлся 30-летний прыгун с трамплина Садао Кикути, а 17-летняя фигуристка Кумико Акава была самой молодой представительницей Японии на этих играх.  